# Beija-Flor
Beija-Flor est une école de samba de Rio de Janeiro, quinze fois championne du carnaval carioca. Elle est originaire de la ville de Nilópolis dans la région de Baixada Fluminense.
Son symbole est le colibri, beija-flor en portugais.

## Histoire
GRES Beija-Flor de Nilópolis s'est formée à partir d'une bande de carnavaliers de Nilópolis le 25 décembre 1948  sous l'impulsion de Milton de Oliveira (Negão da Cuíca), Edson Vieira Rodrigues (Edinho do Ferro Velho), Helles Ferreira da Silva, Mário Silva, Walter da Silva, Hamilton Floriano et José Fernandes da Silva.

### Une attente interminable
En 1953, le groupe est déclaré vainqueur du quartier, et devient donc une école de samba à part entière. L'année suivante, l'école devient championne du groupe d'accession et accède donc au groupe spécial.
Malgré tout, jusqu'en 1973, l'école obtient des résultats mitigés et n'arrive pas à s'installer dans le groupe spécial. Cependant, l'année 1973 et l'obtention du titre de vice-championne du groupe d'accession est un tournant pour l'école; en effet, depuis ce jour, l'école n'a plus jamais été relégué du groupe spécial.

### Les années Joãosinho Trinta
1976 voit l'arrivée du carnavalesco Joãosinho Trinta, et du premier titre de championne pour l'école, avec un thème portant sur le Jogo do bicho. Joãosinho Trinta permet à Beija-Flor d'obtenir cinq titres dans les huit premières années de sa présence à la tête de l'école.
Il quitte Beija-Flor en 1992, et est remplacé par Maria Augusata en 1993, puis Milton Cunha de 1994 à 1997.

### Le succès continu
En 1998, l'école remporte de nouveau le carnaval, et réitère l'exploit à cinq reprises entre 2003 et 2008, ce qui en fait la troisième école la plus titré du carnaval derrière Portela et Mangueira.

## Scandales
L'école a souvent fait l'objet de scandale ou de polémique au Brésil.
- en 1992 : pendant le défilé, un couple défile complètement nu. Joãosinho expliqua au commissariat de police qu'il s'agissait d'un hommage à l'œuvre de Léonard de Vinci.
- en 2003 : Raíssa de Oliveira devient la reine de la batterie alors qu'elle est âgée de douze ans seulement[2].
- en 2008 : le président d'honneur Anísio Abraão David est arrêté dans une affaire de blanchiment d'argent. Il est soupçonné d'avoir acheté les juges lors des titres de champions précédents[3].
- en 2010 : Beija-Flor rend hommage à Brasília. Son budget est de 4 millions de dollars, dont 1.5 million apporté par Brasília, et son gouverneur au centre d'un scandale de corruption José Arruda[4].

## Carnavals
| Année | 1954 | 1955 | 1956 | 1957 | 1958 | 1959 | 1960 | 1961 |
| ----- | ---- | ---- | ---- | ---- | ---- | ---- | ---- | ---- |
| Div   | D2   | D1   | D1   | D1   | D1   | D1   | D1   | D2   |
| Div   | 1962 | 1963 | 1964 | 1965 | 1966 | 1967 | 1968 | 1969 |
| Div   | D2   | D1   | D2   | D3   | D3   | D3   | D2   | D2   |
| Année | 1970 | 1971 | 1972 | 1973 | 1974 | 1975 | 1976 | 1977 |
| Div   | D2   | D2   | D2   | D2   | D1   | D1   | D1   | D1   |
| Année | 1978 | 1979 | 1980 | 1981 | 1982 | 1983 | 1984 | 1985 |
| Div   | D1   | D1   | D1   | D1   | D1   | D1   | D1   | D1   |
| Année | 1986 | 1987 | 1988 | 1989 | 1990 | 1991 | 1992 | 1993 |
| Div   | D1   | D1   | D1   | D1   | D1   | D1   | D1   | D1   |
| Année | 1994 | 1995 | 1996 | 1997 | 1998 | 1999 | 2000 | 2001 |
| Div   | D1   | D1   | D1   | D1   | D1   | D1   | D1   | D1   |
| Année | 2002 | 2003 | 2004 | 2005 | 2006 | 2007 | 2008 | 2009 |
| Div   | D1   | D1   | D1   | D1   | D1   | D1   | D1   | D1   |
| Année | 2010 | 2011 | 2012 | 2013 | 2014 | 2015 | 2016 | 2017 |
| Div   | D1   | D1   | D1   | D1   | D1   | D1   | D1   | D1   |
| Année | 2018 | 2019 | 2020 | 2022 | 2023 | 2024 |      |      |
| Div   | D1   | D1   | D1   | D1   | D1   | D1   |      |      |

## Données de l'école
| Palmarès | Palmarès | Titres |
| -------- | -------- | ------ |
|          | D1       | 15     |
|          | D2       | 1      |